# KZ Manager
KZ Manager ist der Name verschiedener den Nationalsozialismus und Rassismus verherrlichender Computerspiele.
Die Urversion des Spiels wurde in den 1980er-Jahren für den Commodore 64 programmiert. Neben der C64-Version gibt es das Spiel auch für andere Computersysteme. Die Version für den Commodore Amiga wurde im Juli 1989 durch die Bundesprüfstelle für jugendgefährdende Medien (BPjM) indiziert und im November 1990 bundesweit eingezogen und unterliegt damit einem Verbreitungsverbot. Am 11. Juni 2014 wurde das Spiel folgeindiziert und dabei auf Teil B der Liste jugendgefährdender Trägermedien eingetragen. Unter dem Namen KZ Manager Millennium existiert eine Windows-Version dieses Spieles.
KZ Manager ist eine Wirtschaftssimulation, in welcher der Spieler die Verwaltung in einem Konzentrationslager übernimmt. Ziel des Spiels ist es, möglichst viele Türken zu vergasen, um vom Hilfsarbeiter zum KZ-Manager aufzusteigen. Im Spielverlauf muss der Spieler entscheiden, wie viele Türken jeweils vergast oder im Arbeitslager eingesetzt werden, damit Geld für weitere Türken und Gas erwirtschaftet werden kann.
In einem Bericht des Simon Wiesenthal Center, der 1991 von Linda Rohrbough verfasst wurde, äußert sie, dass die Autoren des Spiels von der Computerspielherstellung Kenntnisse hätten.
In Deutschland wird KZ Manager oft als Paradebeispiel für Spiele genannt, die den Nationalsozialismus oder Rassismus verherrlichen. Dieser Zusammenhang reicht von der Nennung in Medien wie New York Times, Der Standard, Die Zeit bis hin zur Beschreibung des Sachverhalts „Verherrlichung der NS-Ideologie, Rassenhass“ auf den Webseiten der BPjM.